# Classe Ammiragli
La classe Ammiragli era una classe di quattro sommergibili (Saint Bon, Cagni, Caracciolo, Millo) prodotti per la Regia Marina italiana nei tardi anni trenta. Talvolta è anche indicata come classe Cagni, dal nome della unità capoclasse, oppure classe Caracciolo, dal nome della terza unità.

## Caratteristiche
Il loro compito era la lotta al naviglio mercantile, e per questo ruolo avevano almeno una caratteristica davvero interessante, relativa all'armamento. Avevano infatti siluri da 450 mm, come nel precedente conflitto mondiale, ma con un sommergibile molto più grande e potente, cosicché l'adozione di piccoli siluri su di uno scafo molto grande comportò la presenza di una quantità di siluri enorme: ben 38 armi, record assoluto sia all'epoca sia sui battelli moderni. I tubi di lancio erano ben 8 a prua, 6 a poppa, e per ottimizzare le prestazioni i siluri usati erano di nuovo tipo, che costituiva una via di mezzo tra i 450 mm tipici e i 533. I siluri italiani erano dotati, nel caso dei 450 mm, di 110 kg, mentre i 533 avevano 270 kg di testata. I 450 mm dei Cagni erano invece dotati di una carica da 200 kg, come i siluri aerolanciati di questo calibro.
La scelta dei siluri non era casuale, in quanto questi sommergibili erano stati concepiti per l'attacco a mercantili isolati, anche in mari lontanissimi; infatti, per esempio, dopo la grande missione senza scalo di 136 giorni (circa 4 mesi), l'Ammiraglio Cagni aveva scorte alimentari e di combustibile per un ulteriore mese.
Il gran numero di tali armi garantiva una lunga autonomia di fuoco, cosa rara nel caso dei sommergibili dell'epoca, e il numero di tubi poteva garantire un'elevata probabilità di centrare bersagli importanti, se si intendeva sacrificare un elevato numero di siluri per singoli bersagli; un altro aspetto particolare era la presenza di una ferroguida che permetteva la traslazione dei siluri da prora a poppa e viceversa, con la possibilità di girarli nella camera di lancio prodiera. Erano presenti anche 2 cannoni da OTO da 100/47 Mod. 1938 per sommergibili mm e 4 mitragliatrici antiaeree da 13,2 mm su due con affusti binati a scomparsa Breda Mod. 31.
In pratica tutto questo non funzionò, un po' per le carenze tecniche che pagarono tutti i sottomarini italiani, un po' per le esigenze operative. Accadde così che per rifornire il Nord Africa fosse ritenuto necessario usare anche i sommergibili, che avevano meno probabilità di essere intercettati dalla Royal Navy, e le grandi navi di questa classe avevano spazi sufficienti per portare un certo quantitativo di rifornimenti, mentre altri tipi di sommergibili erano davvero troppo piccoli. Tuttavia, i sommergibili oceanici della classe non erano ideali per muoversi nel Mediterraneo, e così le tre navi della classe impiegate vennero affondate in una quindicina di missioni.
Solo l'Ammiraglio Cagni, il capoclasse, operò come previsto nell'Atlantico, con l'affondamento di circa 5500 t di mercantili.
Malgrado le molte promesse, tale classe di sommergibili non ebbe dunque un effetto apprezzabile sugli eventi bellici.

## Le unità

### Ammiraglio Cagni
In Mediterraneo svolse 5 missioni offensivo-esplorative, 5 di trasporto (portando a destinazione in tutto 895 t di materiali) e 16 di trasferimento, percorrendo 11.638 miglia in superficie e 570 in immersione.
Fu poi destinato all'Atlantico. Nella sua prima missione, della durata di 136 giorni, si spinse sino a Città del Capo affondando la motonave inglese Dagomba (3485 tsl) ed il piroscafo greco Argo (1995 tsl), risultati piuttosto magri rispetto alle aspettative.
La seconda missione atlantica, nel corso della quale fu gravemente danneggiato l'incrociatore ausiliario Asturias (22.048 tsl), fu interrotta in conseguenza dell'armistizio: il sommergibile si consegnò agli Alleati a Durban.
Rientrato poi in Italia, effettuò attività addestrativa fino al dopoguerra, quando fu disarmato; radiato nel 1948, fu demolito.

### Ammiraglio Caracciolo

Il Caracciolo alla banchina lavori del cantiere di Monfalcone

Di ritorno dalla sua prima missione (trasporto di materiali a Bardia), l'11 dicembre 1941, attaccò infruttuosamente un convoglio ma, scoperto, fu danneggiato con bombe di profondità; emerso, fu centrato dal tiro d'artiglieria del cacciatorpediniere britannico Farndale e si autoaffondò. Morirono 48 uomini, mentre i 53 sopravvissuti furono tratti in salvo (e fatti prigionieri) dalle unità inglesi.

### Ammiraglio Millo
Svolse in tutto 6 missioni offensive, 4 di trasporto (trasportando complessivamente 623 t di materiali) e 4 di trasferimento, percorrendo in tutto 8045 miglia in superficie e 532 in immersione.
Il 14 marzo 1942, mentre rientrava da un agguato in acque maltesi, fu silurato dal sommergibile HMS Ultimatum e affondò in pochi attimi portando con sé 55 o 57 uomini, mentre i sopravvissuti furono 15.

### Ammiraglio Saint Bon
Complessivamente effettuò 5 missioni di trasporto (trasportando in tutto 712 t di materiali) e 5 di trasferimento, per totali 6927 miglia di navigazione in superficie e 354 in immersione.
Il 5 gennaio 1942, durante la sua quinta di missione di trasporto, fu silurato dal sommergibile HMS Upholder ed esplose, affondando con 57 dei suoi 60 uomini al largo di Punta Milazzo.